# Quincy Porter
Quincy Porter (New Haven, 7 februari 1897 – Bethany, 12 november 1966) was een Amerikaanse componist, violist en muziekpedagoog.

## Biografie
Quincy Porter was telg uit een oud geslacht uit Nieuw-Engeland en de Puriteinse predikant Jonathan Edwards behoorde tot zijn voorvaderen. Zijn vader en grootvader waren hoogleraar aan de Yale University en het lag daarom voor de hand dat Quincy na zijn middelbare school aan die universiteit ging studeren. Horatio Parker en David Stanley Smith waren hier zijn belangrijkste docenten. Van hen kreeg hij een gedegen, maar conservatieve opleiding, die zijn muzikale horizonten de rest van zijn leven zou bepalen. Hij had al vroeg succes. Zijn vioolconcert won nog tijdens zijn studie aan Yale een prijs voor compositie. Hij speelde het stuk zelf bij zijn afstuderen.
Na zijn Amerikaanse opleiding trok hij in 1921 naar Parijs, waar hij aan de La Schola Cantorum les kreeg van Vincent d'Indy (compositie) en Lucien Capet (viool). Terug in de Verenigde Staten volgde hij lessen bij Ernest Bloch aan het Cleveland Institute of Music (1923). Van 1924 tot 1928 was hij als docent aan dit instituut verbonden. Daarnaast speelde hij altviool in het in Cleveland gevestigde Ribaupierre Quartet, waarmee hij Blochs eerste pianokwintet ten doop hield. In 1928 koos hij voor het componeren en tot 1931 verbleef hij voor de tweede maal in Parijs, dankzij een beurs van de Guggenheim Foundation.
In deze tijd schreef hij onder meer Blues Lointains (1928), de tweede vioolsonate(1929, de Suite voor Altviool(1930), het derde (1930) en vierde (1931)strijkkwartet en de Pianosonate (1930). Hij deed hier ook een levenslange liefde op voor de oude muziek. Hij zou er in 1948 een boek over schrijven.
Terug in Amerika werd hij opnieuw docent aan het Cleveland Institute of Music, daarna (1932) aan Vassar College en vervolgens werd hij deken (1938-1942) en aansluiten (1942-1946) president van het New England Conservatory of Music in Boston. In 1946 volgde zijn benoeming tot hoogleraar in Yale. Hier bleef hij tot 1965.
Samen met Aaron Copland en Howard Hanson richtte hij in 1939 het American Music Center op, waarvan hij jarenlang bestuurslid zou zijn.

## Werk
Quincy Porter schreef in een toegankelijke stijl, waaruit de Franse invloeden duidelijk blijkt. In zijn laatste jaren bekeerde hij zich tot een meer dissonante stijl, zonder ooit de atonaliteit te belijden.
Hij had een voorliefde voor kamermuziek, maar componeerde ook orkestwerken. Buiten zijn vaderland is zijn muziek weinig bekend geworden. Veel werken zijn echter intussen op cd verschenen.
In eigen land won hij een aantal prijzen, zoals een Pulitzerprijs in 1954 voor zijn Concert voor twee piano's en orkest

## Composities

### Werken voor orkest
- - Symfonie no. 1, 1934
  - Symfonie no. 2, 1962
  - Ukrainian suite, 1925
  - Dance in Three-Time, 1937
  - Music for Strings, 1941
  - New England Episodes, 1958

### Concerten voor instrumenten en orkest
- - Concerto concertante, voor twee piano's en orkest, 1953
  - Klavecimbelconcert, 1959
  - Altvioolconcert, 1948
  - Fantasy on a Pastoral Theme voor orgel en strijkorkest, 1943

### Werken voor harmonieorkest
- - Concert voor harmonieorkest, 1959

### Kamermuziek
- - Negen strijkkwartetten 1922-3, 1925, 1930, 1931, 1935, 1937, 1943, 1950, 1958
  - Drie vioolsonates 1919 [ongenummerd], 1926, 1929
  - Pianokwintet, 1927
  - Blues Lointains voor fluit en piano ,1928
  - Klarinetkwintet, 1929
  - Suite for viola alone, 1930
  - Pianosonate, 1930
  - Sonate voor hoorn en piano, 1946
  - Sextet on a Slavic folk-theme, 1947
  - Blues Lointains voor fluit en piano ,1928
  - Kwintet voor klavecimbel en strijkers, 1961
  - Kwintet voor hobo en strijkers(Elegiac), 1966

## Publicaties
- Study of sixteenth century counterpoint, based on the works of Orlando di Lasso. Boston: Loomis. 3rd ed. pub. around 1948.